# Rudolph Killitschgy
Rudolph Killitschgy (* 1797 in Wien; † 6. Januar 1851 in Berlin) war ein österreichischer Musikpädagoge und Pianist.

## Leben
Rudolph Killitschgy war der Sohn des Wiener Goldarbeiters Anton Joseph Killitschky und der Malerstochter Rosina, geb. Birkner. Er kam um 1810 nach Berlin, wurde von Ludwig Berger zum Pianisten ausgebildet. 1838 wurde er als Bergers Assistent Klavierlehrer am Königlichen Institut für Kirchenmusik und übernahm nach Bergers Tod (1839) dessen Stelle. Zu seinen Schülern zählten Ferdinand Schulz, Rudolf von Hertzberg, Ernst David Wagner, Gotthold Schliebner sowie Albert Löschhorn, der nach Killitschgys Tod dessen Posten als erster Klavierpädagoge am Institut übernahm.
Seine Kompositionen wurden nicht veröffentlicht.
Killitschgys Schwester Barbara Killitschky (* 3. Juli 1781 in Wien) war seit dem 7. Mai 1807 mit dem Geiger und Beethoven-Freund Ignaz Schuppanzigh verheiratet. Seine zweite Schwester Josephine Schulze-Killitschky (* 24. Juni 1791 in Wien-Josefstadt; † 1. Jänner 1880 in Freiburg im Breisgau) war Opernsängerin.